# 杰克入局
《杰克入局》（Jack Gets in the Game）是美国情景喜剧《我为喜剧狂》第2季的第2集，也是整个剧集的第23集，由罗伯特·卡洛克编剧，迈克尔·英格勒执导，2007年11月8日通过全国广播公司在美国首播。客串出演的演员包括费格·阿尔-卡西、威尔·阿奈特、凯文·布朗、格里兹·查普曼、埃林·希尔加特纳（Erin Hilgartner）、马塞林·雨戈特（Marceline Hugot）、马特·劳里亚、简·摩根（Jean Morgan）、克里斯·帕内尔、雪莉·谢波德和雷普·汤恩。
在这一集里，通用电气常驻洛杉矶，主要负责美国西海岸业务的副总裁德文·班克斯发现自己在公司首席执行官一职的竞争对手杰克·唐纳吉（Jack Donaghy）不久前有一次心脏病发，于是决定利用这一点来在竞争中胜出。全国广播公司电视节目《与崔西·乔丹》的头号明星崔西·乔丹（Tracy Jordan，崔西·摩根饰）仍然在试图与已经分居的太太安吉·乔丹合好；女演员简娜·玛隆妮（Jenna Maroney，简·科拉克斯基饰）开始发现自己变得肥胖也有好的一面。本集节目获得了较好的评价，并且是播出时段在18-34岁年龄段观众群里收视率最高的电视节目。

## 剧情
杰克·唐纳吉发现公司CEO唐·盖斯暗示自己打算退休，认为他很有希望继任，唯一的竞争对手是负责西海岸地区业务的副总裁德文·班克斯，后者也是一位同性恋，对全国广播公司的杂工跟班肯尼斯·帕塞尔（Kenneth Parcell，杰克·麦克布瑞尔饰）很有“意思”。但是他为了夺得首席执行官的职位居然和盖斯的独女凯茜·盖斯（Kathy Geiss，马塞林·雨戈特饰）订了婚。班克斯还发现唐纳吉不久前有过一次心脏病发，于是在两人一起到唐家里作客时，他提议举办一场橄榄球比赛。
男演员崔西·乔丹被安吉赶出家门后很不甘心，想要回去两人和好。但安吉提出要和好也不是不可能，只是她随时会对崔西进行跟踪，看看他到底有没有外遇。
简娜突然发现自己胖了之后在《与崔西·乔丹》节目上获得了更多公众的注意，觉得原来变胖对于一个女演员来说也并不是多么糟糕的事情。首席编剧丽兹·莱蒙仍在试图从分手的阴影中走出来。

## 制作

全国广播公司在本集节目播出后生产了剧中印有“Me Want Food”字样的T恤衫进行销售

《杰克入局》由《我为喜剧狂》剧集的其中一位执行制片人罗伯特·卡洛克编剧，迈克尔·英格勒担任导演，2007年11月8日通过全国广播公司在美国首播。这已经是卡洛克第5次担任剧集编剧，英格勒第3次执导。
在本片中扮演里奥·斯派西曼医生的克里斯·帕内尔曾是全国广播公司喜剧小品《周六夜现场》的一位主要演员，蒂娜·菲也是该节目于1999至2006年的首席编剧，并且和崔西·摩根均曾是该节目的主要演员。亚历克·鲍德温也曾16次担任《周六夜现场》主持人，创下了该节目的最高纪录。除此以外还有多位《周六夜现场》的演员都参加了《我为喜剧狂》的演出。比如已经长期和菲合作过的瑞秋·德拉彻本是扮演简娜·玛隆妮一角的初定人选，并已在节目起初拍摄的试播集中出演了这一角色。但到了2006年8月，执行制片人洛恩·迈克尔斯宣布简娜一角将另选演员出演，但德拉彻还是会在之前的多集节目中以不同的身份登场。在最后播出的这集试播集中，她以《女生秀》养猫人的身份出镜。同月晚些时候，全国广播公司宣布已由简·科拉克斯基取代德拉彻出演简娜一角，此外德拉彻还将在之后播出的《C开头的那个词》中诠释这个养猫人角色。在《后果》中，她扮演了一个名叫玛丽娅（Maria）的女佣，丽兹发现她被锁在一艘游艇的衣柜里。在《杰克遇上丹尼斯》里，德拉彻饰演了女演员伊丽莎白·泰勒。《崔西演柯南》中德拉彻出演的是崔西·乔丹出现幻觉时所看到的一个全身穿上臃肿蓝色服装的人，被称为“小蓝人”。在《分手》中，她诠释了帕梅拉·斯缪，是崔西和图弗之间的一位灵敏度训练治疗师成员。而到了《幼儿节目》中，德拉彻扮演了一位名叫格丽塔的女子，听说丽兹·莱蒙想怀个孩子后表示自己愿意做她的代孕母亲，在《熬夜》里，她饰演的是杰克喝醉后叫来的一个妓女。而《恶战》中，德拉彻诠释的是电视台大楼前引领抗议示威的一名领袖玛尔莎·布兰奇。此外还有弗莱德·阿米森、克里斯汀·韦格、威尔·福特、莫莉·香侬、霍拉提奥·桑斯、简·霍克斯和杰森·苏戴奇斯等。
剧中简娜和丽兹在洛克菲勒中心NBC商店中看到的那些印有（直译为“我要食物”）字样的T恤衫实际上在节目播出后不久的确有在NBC环球的网站上发售。而在本季的第11集《辣妈岛》播出后也推出过类似的T恤衫，上面印有的商标。

## 反响

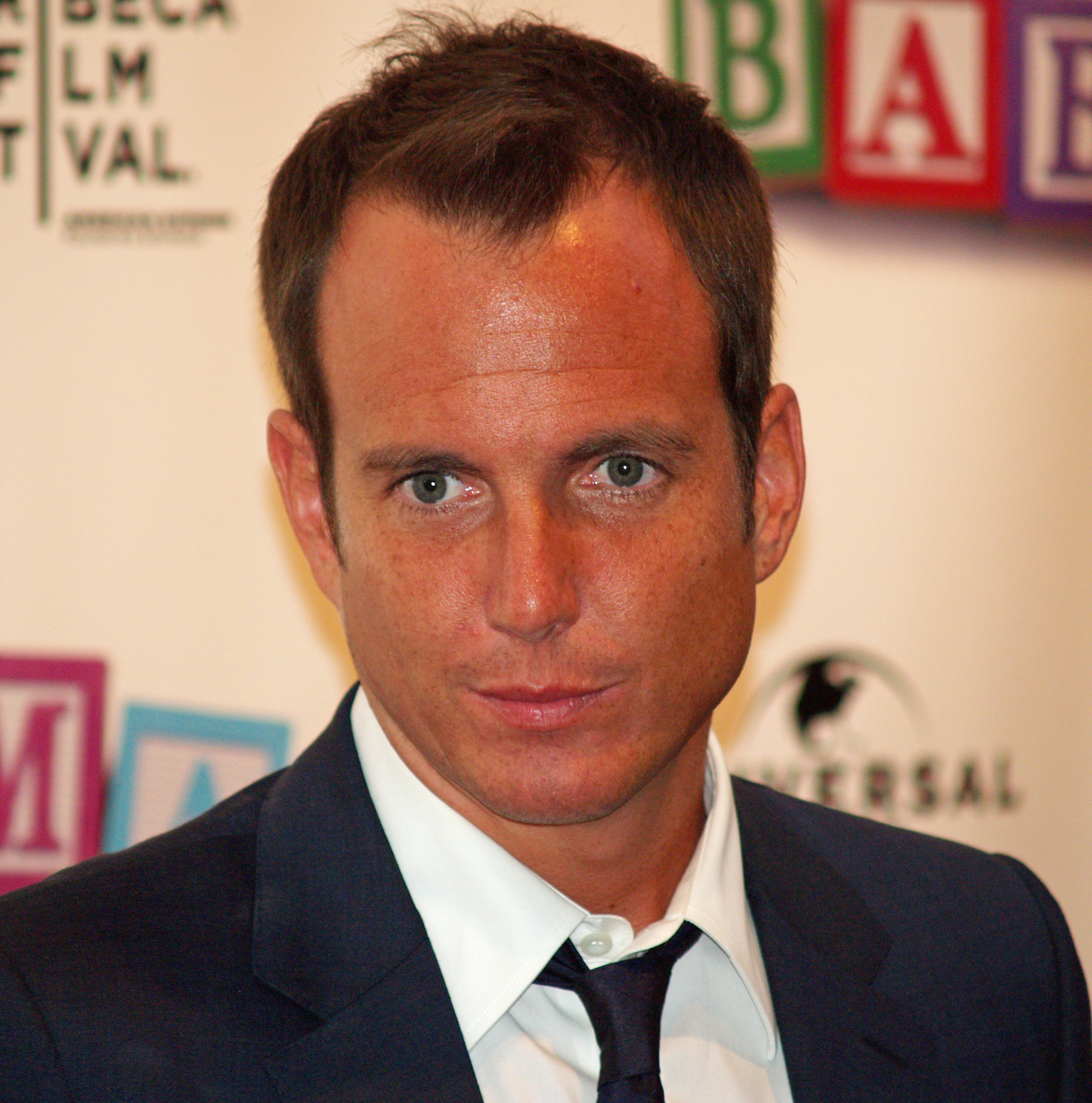
IGN网站的罗伯特·坎宁称赞了威尔·阿奈特在本集节目中扮演德文·班克斯的表现

《杰克入局》在美国首播时吸引了660万户家庭观看，在18-49岁年龄段人群中收获了3.0 / 8的收视率，这意味着播出时美国所有该年龄段人群里有3%观看了本节目，而当时有看电视的所有此年龄段观众群中则有8%选择收看《杰克入局》，是该时段18-34岁年龄段观众收视率最高的电视节目。
IGN网站的罗伯特·坎宁称赞这是“坚实的一集”，与之前的《焰火》相比，威尔·阿奈特的角色“在本集中娱乐性更强了”，不过他还是指出了一些美中不足的地方，最终给予本集8.9的评分（最高10分）。电视指南的马特·韦伯·米托维奇（Matt Webb Mitovich）表示和前集《宋飞的视野》相比，他更喜欢《杰克入局》。《娱乐周刊》的杰夫（Jeff Labrecque）这样向自己的读者们提问：“有没有感觉丽兹·莱蒙表现有些低调？如果有的话，你介意吗？”他还补充指出本集节目应该在丽兹的桥段上给予加强，“鲍德温和摩根都有好笑的部分，但就像（《乡村陪审员》中的）崔西·乔丹碎肉机所证明的那样，《我为喜剧狂》需要有3种不同的口味。所以，请让莱蒙一角尽情发挥吧。”
威尔·阿奈特和雷普·汤恩均因本集节目获得了黄金时段艾美奖杰出喜剧剧集客串演员奖提名。